# «Війна світів» Герберта Уеллса (фільм, Девід Летт)
«„Війна́ Світі́в“ Ге́рберта Ве́лза» (англ. H. G. Wells' War of the Worlds) — американський науково-фантастичний фільм, мокбастер режисера Девіда Летта за твором «Війна світів» Герберта Велза.

## У ролях
- Крістофер Томас Гауелл — Джордж Герберт
- Енді Лауер — сержант Керрі Вільямс
- Ретт Джайлс — як пастор Віктор
- Ван Вік Лутс — Фелісіті Герберт
- Джейк Б'юзі — лейтенант Самуельсон
- Пітер Грін — Метт Герберт
- Дешіл Гавел — Алекс Герберт